# Cornelius Roosevelt
Cornelius Van Schaack „C. V. S.“ Roosevelt (* 30. Januar 1794 in New York City; † 17. Juli 1871 in Oyster Bay, New York) war ein US-amerikanischer Geschäftsmann, Bankier und Mitglied der Roosevelt-Familie. Äußerlich war er ein kleiner Mann mit rötlichen Haar und einem großen Kopf. Ferner war er dafür bekannt, ein Mann weniger Worte zu sein.

## Werdegang
Cornelius besuchte eine Zeitlang das Columbia College, verließ es aber, bevor er seinen Abschluss gemacht hatte. Danach betätigte er sich als Geschäftsmann. 1818 stieg er in das Unternehmen seines Vaters mit ein und wurde sein Geschäftspartner. Das Unternehmen wurde daraufhin zu Roosevelt & Son umbenannt. Die Roosevelts gingen zu jenem Zeitpunkt dem Handel mit Eisenwaren (Hardware) nach. Cornelius war ein sehr ehrgeiziger junger Mann. Nachdem er sich mit seiner zukünftigen Ehefrau verlobte, schrieb er ihr folgendes:

„Economy is my doctrine, at all times, at all events till I become, if it is to be so, a man of fortune.“

Cornelius hielt sein ganzes Leben lang an dieser Doktrin fest. In diesem Zusammenhang betätigten sich die Roosevelts 1824 mit anderen an der  Gründung der Chemical Bank von New York City (heute J.P. Morgan Chase & Co.) Cornelius ging auch Immobiliengeschäften nach. Während der Wirtschaftskrise von 1837 fielen die Grundstückspreise in Manhattan ins Bodenlose. Daraufhin erwarb er dort und im Hinterland große Landstriche. Als der Aufschwung dann einsetzte, stiegen auch schnell die Grundstückspreise: 1842 war das Land bereits 250.000 $ wert. Drei Jahre später das Doppelte. Als sein Vater 1840 verstarb, erbte Cornelius ein riesiges Vermögen. Seit 1844 saß er zusammen mit John D. Wolfe, Bradish Johnson, Isaac Platt und Mr. Jones im Verwaltungsrat der Chemical Bank. Sie trafen sich wöchentlich, um politische und wirtschaftliche Entscheidungen zu treffen. Als Folge davon konnte im Dezember 1848 die erste Aktiendividende ausgegeben werden. Etwa zu dieser Zeit entschied man sich auch Druckplatten zu bestellen, um eigene 2 $, 3 $ und 5 $ Banknoten zu drucken und im Umlauf zu bringen. Cornelius wandelte 1850 auf Grundlage des vorherrschenden Baubooms nach der Wirtschaftskrise Roosevelt & Son, dass noch zum Großteil ein Eisenwarenhandel war, zum größten Importeur von Flachglas in New York City. Daneben ging er Bergbaugeschäften nach und war in der Versicherungsbranche tätig. In seinen späteren Jahren widmete er einen großen Teil seiner Aufmerksamkeit wohltätigen Zwecken. 1865 zog er sich endgültig von der Geschäftsführung von Roosevelt & Son zurück und übergab dann diese an seine Söhne Theodor und James, die seit vielen Jahren als seine Geschäftspartner im Unternehmen tätig waren. Zu jener Zeit begann man zunehmend mehr das Unternehmen auf Private Banking und Investments zu fokussieren. 1868 zählte Cornelius zu den fünf reichsten Männern in Manhattan. Als er dann 1871 in seiner Sommerresidenz in Oyster Bay verstarb, hinterließ er jedem seiner Söhne über 3 Millionen Dollar.
Der Ruf der Roosevelts als eine der ältesten Bankierfamilien in den Vereinigten Staaten ist auf deren Tätigkeit bei der Roosevelt & Son Bank zurückzuführen. Cornelius legte als Patriarch der Oyster Bay Roosevelts mit seinem guten Geschäftssinn dafür die Grundlagen. Seine Söhne und Enkel eiferten ihm nach. Darüber hinaus stellte er das Kapital für eines der ältesten Bankhäuser an der Wall Street.

## Familie
Cornelius war der Sohn von Maria Van Schaack (1773–1845) und James Jacobus Roosevelt (1759–1840). Sein Bruder James (1795–1875) vertrat den Bundesstaat New York im US-Kongress. Cornelius heiratete am 9. Oktober 1821 in Philadelphia Margaret Barnhill (1799–1861), Tochter von Elizabeth Potts und Robert Craig Barnhill. Margaret war eine Nachfahrin von englischen und irischen Quäkern. Das Paar hatte sechs gemeinsame Söhne, von denen fünf das Erwachsenenalter erreichten:
- Silas Weir Roosevelt (* 18. Oktober 1823; † 24. März 1870)
- James Alfred Roosevelt (* 13. Juni 1825; † 15. Juli 1898), Vater von William Emlen Roosevelt
- Cornelius Van Schaack Roosevelt, Jr. (* 13. Juni 1827; † 30. September 1887)
- Robert Barnhill Roosevelt (* 7. August 1829; † 14. Juni 1906), Vater von Granville Roland Fortescue
- Theodore „Thee“ Roosevelt, Sr. (* 22. September 1831; † 9. Februar 1878), Vater des US-Präsidenten Theodore „T.R.“ Roosevelt, Jr.
- William Wallace Roosevelt (* 20. September 1834; † 18. Dezember 1835)

## Trivia
Cornelius Roosevelt erwarb 1854 zwei angrenzende neugotische Sandsteinhäuser an der East 20th Street in Manhattan, Nr. 26 und 28, als Hochzeitsgeschenke für seine Söhne Theodor senior und Robert. Theodor senior zog mit seiner Ehefrau Martha Bulloch Roosevelt noch im selben Jahr in die 28. East 20th Street ein. Das Paar bekam alle ihre vier Kinder dort: Anna (* 1855), Theodore (* 1858), Elliott (* 1860) und Corinne (* 1861).
1855 erwarb Cornelius von den Erben von Captain Isaac Smith, der während des Unabhängigkeitskrieges kämpfte, die erste von zwei Parzellen Land an der Ridgewood Road in Maplewood (New Jersey). Das Grundstück hatte annähernd eine Größe von 100 Acres und reichte von dem, was heute die Durand Road ist, bis zum Curtiss Place sowie von der Ridgewood Road hinauf zu den Bergen. Cornelius übertrug dann das Land 1857 für die Summe von einem Dollar an seinen Sohn Cornelius. Dieser erbaute dort zwischen 1863 und 1865 ein großes, kunstvolles Herrenhaus (Mansion), genannt The Hickories.

## Ehrungen

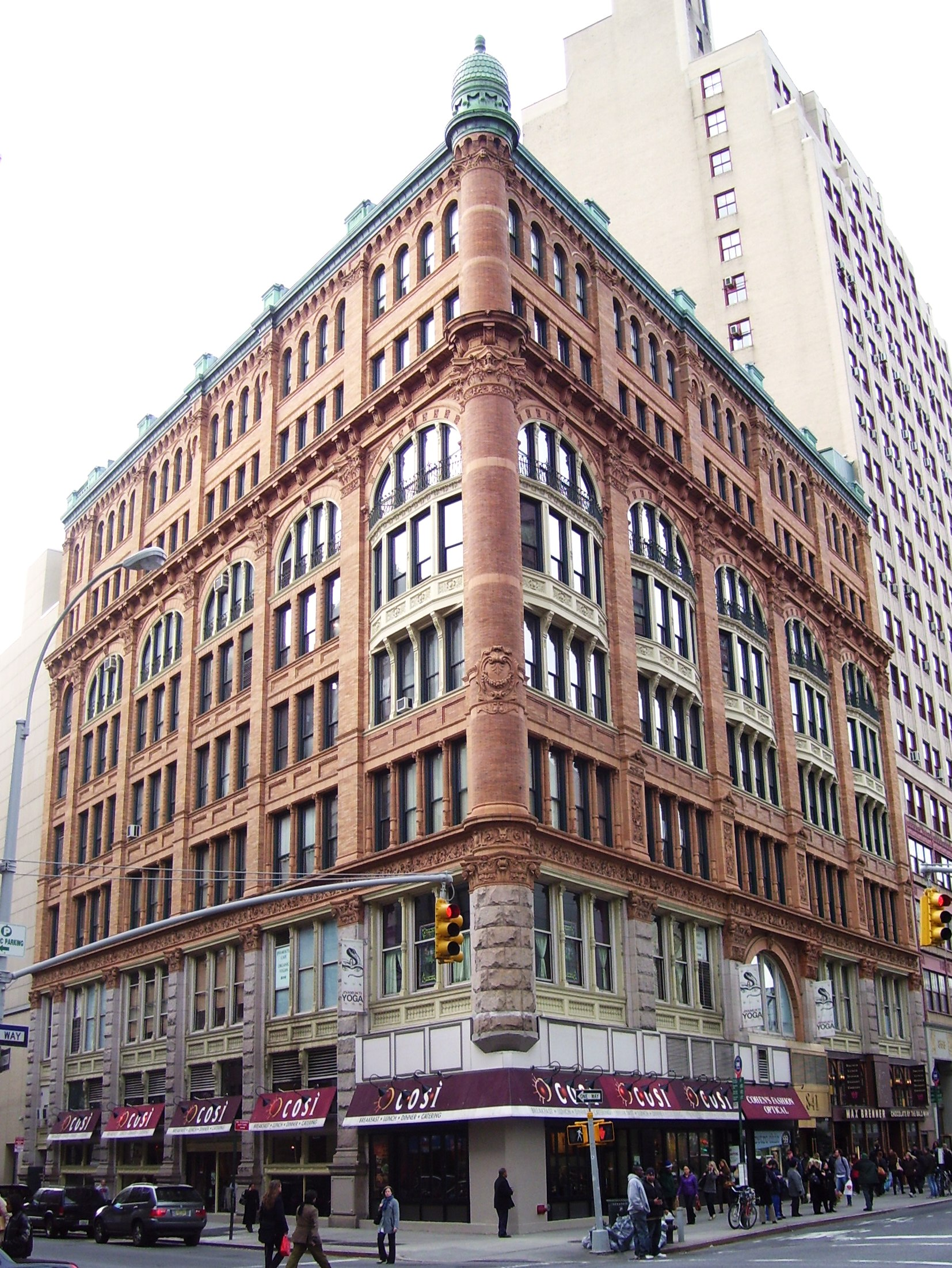
Roosevelt Building an der Ecke Broadway und 13th Street

Das Roosevelt Building an der Ecke Broadway und 13th Street wurde ihm zu Ehren benannt.